# San Rosendo
San Rosendo ist eine Stadt und Gemeinde in der Provinz Bío-Bío in der Región del Biobío in Chile. Bei der Volkszählung im Jahr 2017 hatte sie 3412 Einwohner. Die Gemeinde erstreckt sich über eine Fläche von 92,4 km².
Die Stadt San Rosendo liegt auf den Hängen eines Hügels mit Blick auf den Zusammenfluss der Flüsse Río Bío Bío und Río de La Laja, die die Stadt im Westen bzw. Süden begrenzen. Am gegenüberliegenden Ufer des Río de La Laja liegt die Stadt Laja, die beide einen entstehenden Ballungsraum bilden.

## Geschichte
Unter der Regierung von Alonso de Ribera de Pareja wurde in dieser Stadt am Cerro Centinela die erste Festung errichtet, die 1655 von den Ureinwohnern zerstört wurde. Später wurde es wieder aufgebaut, musste aber 1823 erneut endgültig verfallen. Im Jahr 1826 entstand die Stadt San Rosendo, die Jahrzehnte später dank der Eisenbahn eine große industrielle Bewegung erlebte.

## Bevölkerung
Laut der Volkszählung des Nationalen Statistikinstituts von 2002 hatte San Rosendo 3918 Einwohner (1930 Männer und 1988 Frauen). Davon lebten 3249 (82,9 %) in städtischen Gebieten und 669 (17,1 %) in ländlichen Gebieten. Die Bevölkerung sank zwischen den Volkszählungen 1992 und 2002 um 10,4 % (457 Personen). Im Jahr 2017 zählte man 3412 Personen.

## Orte
In der Gemeinde San Rosendo befinden sich folgende andere Orte:
- Nuevo Amanecer
- 25 de Octubre
- Mercedes San Martín
- El Esfuerzo
- Agua Potable
- Antena
- Barrio Alto
- Héroes de la Concepción
- Santa Mónica
- Corvi
- Pedro Montt
- Quinta Ferroviaria
- Quinta 2
- Heritas
- Los Callejones
- Peñaflor Norte
- Peñaflor Sur
- Turquía Estación
- Vega Verde
- Panilemu
- Peñaflor Poniente
- Las Vegas
- El Guindo
- Buenuraqui
- Gomero
- Panilemu Alto
- El Risco
- La Toma